# Antonio Bailón
Antonio Jesús Bailón Rodríguez (Pulianas, 18 de abril de 1984) es un deportista español que compite en tiro en la modalidad de foso.
Ganó dos medallas en el Campeonato Mundial de Tiro al Plato de 2017, plata en la prueba por equipo mixto y bronce en la de equipo masculino. En los Juegos Europeos de Minsk 2019 obtuvo la medalla de oro en la prueba por equipo mixto.

## Carrera deportiva
Obtuvo su primer éxito internacional en 2014 cuando logró la medalla de oro en una etapa de la Copa del Mundo en la prueba de foso. En 2016 se proclamó subcampeón en una prueba de la Copa del Mundo, al ser superado únicamente por el también español Alberto Fernández.
El 6 de mayo de 2017, en la etapa de la Copa del Mundo celebrada en Lárnaca, obtuvo la medalla de oro con récord mundial incluido, ya que logró 46 puntos de 50 posibles. Antes, el 20 de marzo de 2017, consiguió la medalla de plata en otra prueba de la Copa del Mundo, disputada en Acapulco, México, siendo superado nuevamente por Alberto Fernández.
Ese mismo año ganó la medalla de plata en el Campeonato Mundial de Tiro al Plato, en categoría mixta junto con Beatriz Martínez, y la medalla de bronce en el equipo masculino, junto con Alberto Fernández y José Luis Rodríguez Uris. Además, culminó el año ganando el oro en la final de la Copa del Mundo celebrada en Nueva Delhi, en la prueba de foso mixto, otra vez haciendo pareja con Beatriz Martínez.
En 2018 participó en los Juegos Mediterráneos de Tarragona, logrando la medalla de oro en la prueba de foso. En los Juegos Europeos de Minsk 2019 obtuvo la medalla de oro en la prueba por equipo mixto, junto con Fátima Gálvez, disputando la final contra la pareja italiana de Giovanni Pellielo y Jessica Rossi.

## Palmarés internacional
| Campeonato Mundial | Campeonato Mundial  | Campeonato Mundial | Campeonato Mundial    |
| Año                | Lugar               | Medalla            | Prueba                |
| ------------------ | ------------------- | ------------------ | --------------------- |
| 2017               | Moscú (Rusia)       | Medalla de plata   | Foso por equipo mixto |
| 2017               | Moscú (Rusia)       | Medalla de bronce  | Foso por equipos      |
| Juegos Europeos    |                     |                    |                       |
| Año                | Lugar               | Medalla            | Prueba                |
| 2019               | Minsk (Bielorrusia) | Medalla de oro     | Foso por equipo mixto |